# Milionia integra
Milionia integra là một loài bướm đêm trong họ Geometridae.